# Dariusz Karczewski
Dariusz Karczewski (ur. 1965) – polski historyk mediewista.

## Życiorys
Polski historyk, mediewista, specjalizujący się w zakresie średniowiecznej historii Polski oraz naukach pomocniczych historii, wykładowca Uniwersytetu Kazimierza Wielkiego w Bydgoszczy. Studia historyczne ukończył w 1990 roku na Uniwersytecie Mikołaja Kopernika w Toruniu. Stopień doktora uzyskał w 1997 roku na podstawie napisanej pod kierunkiem profesora Janusza Bieniaka pracy pod tytułem "Fundacja, organizacja wewnętrzna i uposażenie gospodarcze klasztoru Norbertanek w Strzelnie w średniowieczu". Habilitował się w 2013 roku na podstawie dorobku naukowego oraz rozprawy pod tytułem "Franciszkanie w monarchii Piastów i Jagiellonów w średniowieczu. Powstanie-rozwój-organizacja wewnętrzna."

## Wybrane publikacje

### Książki
- Dzieje klasztoru Norbertanek w Strzelnie do początku XVI wieku , Inowrocław, 2001.
- Franciszkanie w monarchii Piastów i Jagiellonów w średniowieczu. Powstanie-rozwój-organizacja wewnętrzna, Kraków: Avalon 2013.